# Carl Harbaugh
Carl Harbaugh (10 de noviembre de 1886 – 26 de febrero de 1960) fue un actor, guionista y director cinematográfico de nacionalidad estadounidense, a lo largo de cuya carrera actuó en 59 filmes estrenados entre 1912 y 1957, escribiendo el guion de 46 y dirigiendo 25.

## Biografía
Nacido en Washington D. C., Harbaugh empezó a trabajar como actor. Su nombre apareció en, por lo menos, dos espectáculos representados en el circuito de Broadway, en 1912 y en 1914. En uno de ellos, The Greyhound trabajaba junto a Henry Kolker, que más adelante sería también director y actor cinematográfico.
En 1912, Harbaugh actuó en un cortometraje de Powers Picture Plays, empezando su carrera en el cine. Después pasó a IMP, a Pathé y a otras compañías. En 1915 firmó la adaptación de Regeneration, un film de Raoul Walsh producido por Fox Film Corporation. Fue el comienzo de una carrera de guionista que le llevó a escribir, hasta 1942, más de cuarenta cintas. Al año siguiente, 1916, dirigió por vez primera, haciéndolo por última vez en 1946.
Una de sus actuaciones más conocidas fue su papel del torero Escamillo en Carmen, film de Walsh en el que trabajó junto a Theda Bara.
En los años 1950 continuó actuando, aunque en pequeños papeles, a menudo en películas de Raoul Walsh, con el que había iniciado su trayectoria. Actuó por última vez en Band of Angels.
Carl Harbaugh falleció en 1960 en Hollywood, California, a los 73 años de edad. Fue enterrado en el Cementerio Forest Lawn Memorial Park de Hollywood Hills.

## Filmografía

### Actor (parcial)
- What the Milk Did (1912)
- In Peril of the Sea, de George Loane Tucker (1913)
- The Couple Next Door (1913)
- Whiskers (1914)
- The Bomb Boy, de George Fitzmaurice (1914)
- Regeneration, de Raoul Walsh (1915)
- Carmen, de Raoul Walsh (1915)
- Arms and the Woman, de George Fitzmaurice  (1916)
- The Serpent, de Raoul Walsh (1916)
- Big Jim Garrity, de George Fitzmaurice (1916)
- The Test, de George Fitzmaurice (1916)
- The Far Country, de Anthony Mann (1954)
- Battle Cry, de Raoul Walsh (1955)
- The Tall Men, de Raoul Walsh (1955)
- The Revolt of Mamie Stover, de Raoul Walsh (1956)
- Band of Angels, de Raoul Walsh (1957)

### Guionista (parcial)
- Regeneration, de Raoul Walsh (1915)
- The Scarlet Letter, de Carl Harbaugh (1917)
- The Derelict, de Carl Harbaugh (1917)
- The Broadway Sport, de Carl Harbaugh (1917)
- A Rich Man's Plaything, de Carl Harbaugh (1917)
- All for a Husband, de Carl Harbaugh (1917)
- Brave and Bold, de Carl Harbaugh (1918)
- The Kalda Ruby (1920)
- The Tomboy, de Carl Harbaugh (1921)
- Little Miss Hawkshaw, de Carl Harbaugh (1921)
- Hickville to Broadway, de Carl Harbaugh (1921)
- Mademoiselle Midnight, de Robert Z. Leonard (1924)
- Yes, Yes, Nanette, de Clarence Hennecke y Stan Laurel (1925)
- Moonlight and Noses, de Stan Laurel y F. Richard Jones (1925)
- Wandering Papas, de Stan Laurel (1926)
- Madame Mystery, de Richard Wallace y Stan Laurel (1926)
- Wife Tamers, de James W. Horne (1926)
- Say It with Babies, de Fred Guiol (1926)
- Don Key (Son of Burro), de Fred Guiol, James W. Horne y J.A. Howe (1926)
- Never Too Old, de Richard Wallace (1926)
- Thundering Fleas, de Robert F. McGowan (1926)
- Along Came Auntie, de Fred Guiol y Richard Wallace (1926)
- The Merry Widower, de Richard Wallace (1926)
- Wise Guys Prefer Brunettes, de Stan Laurel (1926)
- Raggedy Rose, de Richard Wallace (1926)
- Flirty Four-Flushers, de Edward F. Cline (1926)
- A Hollywood Hero, de Harry Edwards (1927)
- A Dozen Socks, de Earle Rodney y Larry Semon (1927)

### Director
- The Iron Woman (1916)
- When False Tongues Speak (1917)
- The Scarlet Letter (1917)
- The Derelict (1917)
- The Broadway Sport (1917)
- A Rich Man's Plaything (1917)
- All for a Husband (1917)
- Jack Spurlock, Prodigal (1918)
- Brave and Bold (1918)
- Other Men's Daughters (1918)
- Marriages Are Made (1918)
- The Other Man's Wife (1919)
- The Silkless Bank Note (1920)
- The Five Dollar Plate (1920)
- Chang and the Law (1920)
- The Poppy Trail (1920)
- The Fakers (1920)
- The North Wind's Malice (1920)
- The Tomboy (1921)
- Big Town Ideas (1921)
- Little Miss Hawkshaw (1921)
- Hickville to Broadway (1921)
- Bucking the Line (1921)
- Fowl Play (1929)
- Laugh Jubilee (1946)